# Jean Borotra
Jean Borotra (n. 13 august 1898, Biarritz, Aquitaine, Franța – d. 17 iulie 1994, Arbonne, Aquitaine, Franța) a fost un jucător de tenis francez, medaliat olimpic. A participat la o ediție a Jocurilor Olimpice (1924) în care a câștigat 1 medalie de bronz.